# Günter Gebler
Günter Gebler (* 14. Dezember 1932 in Berlin; † 13. Mai 2009 ebenda) war ein deutscher Politiker (SPD).
Günter Gebler besuchte eine Volksschule und machte eine Lehre als Fernmeldehandwerker. Ab 1950 arbeitete er in diesem Beruf und wurde 1956 Personalrat der Deutschen Postgewerkschaft (DPG). Bei der Berliner Wahl 1958 wurde er in die Bezirksverordnetenversammlung im Bezirk Schöneberg gewählt. 1963 wurde Gebler Beamter beim Berliner Fernmeldeamt 3. Im selben Jahr rückte er in das Abgeordnetenhaus von Berlin nach, da Hans Kettner im Juni 1963 zum Bezirksstadtrat in Schöneberg gewählt wurde. Mit dem Ende der Legislaturperiode 1967 schied Gebler aus dem Parlament aus.